# Gloria Lasso

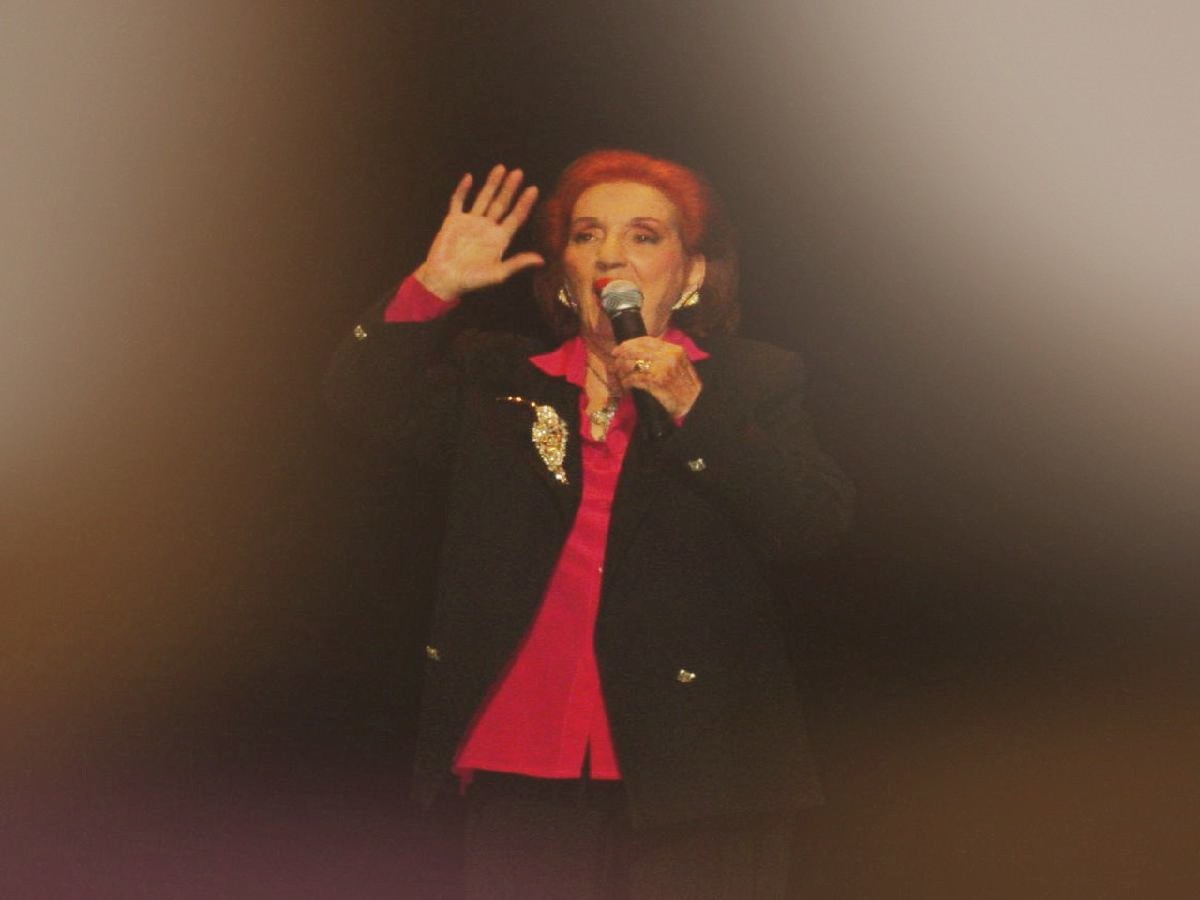
Gloria Lasso (2003)

Gloria Lasso (eigentlich Rosa Coscolin Figueras, * 25. Oktober 1922 in Vilafranca del Penedès, Barcelona; † 4. Dezember 2005 in Cuernavaca, Mexiko) war eine spanisch-französische Sängerin romantischer Balladen.

## Leben
Ihre Stimme war hell und kraftvoll, aber auch lyrisch. Wegen ihrer Trillertechnik nannte man sie un Rossignol Madrilène (eine Nachtigall aus Madrid, was allerdings nicht zu ihrer katalanischen Herkunft passt). Jean Cocteau gab ihr den Titel l’aigle de la chanson (Adler des Chansons).
Der Zenit ihrer Karriere in Europa lag zwischen 1955 und 1962, in dieser Zeit hielt sie viele Tourneen ab und belegte mit ihren Liedern regelmäßig vordere Plätze in den französischen Charts. Ihre fast 400 Langspielplatten wurden u. a. in Deutschland, Großbritannien, Italien, den USA, Mexiko, vielen südamerikanischen Ländern, aber auch in Japan veröffentlicht. Die Sängerin Dalida war ihre stärkste Konkurrentin.
Zu den bekanntesten Liedern von Gloria Lasso gehören Étranger au paradis (Stranger In Paradise von Tony Bennett) – das erste Album in Frankreich, das über eine Million Mal verkauft wurde – und Et maintenant (von Gilbert Bécaud); spanisch geprägt ist Luna de miel (von Mikis Theodorakis), griechisch der Welthit Les enfants du Pirée (Never on Sunday aus Sonntags… nie! von Manos Hadjidakis). Sie sang auch im lateinamerikanischen Stil, z. B. Manhã de Carnaval aus Orfeu Negro (von Luiz Bonfá).
Ihr Lied Vénus (von Ed Marshall) stand 1959 fünf Wochen an der Spitze der französischen Hitparade. Mit dem Album Le Tour de Chant de Gloria Lasso à l’Olympia kam sie schon 1956 für einen Monat auf den Spitzenplatz in den Verkaufszahlen. In Frankreich erhielt sie zwölf Goldene Schallplatten, in Mexiko Platin sowie die seltene Diamantene Schallplatte in den USA.
Anfang der 1960er Jahre zog Gloria Lasso in die Nähe von Cuernavaca in Mexiko und erhielt die mexikanische Staatsbürgerschaft. In Mittel- und Südamerika feierte sie weitere Erfolge. Sie kehrte 1985 für ein Comeback im Olympia nach Paris zurück. In Cuernavaca starb sie am 4. Dezember 2005 an einem Herzinfarkt, wenige Tage nach ihrem Konzert zur Feier ihres 50-jährigen Bühnenjubiläums im November 2005, welches ihr letztes wurde. Ihr Urnengrab ist in der dortigen Catedral de la Asunción de María.
Aus ihren sechs Ehen hatte sie drei Töchter, sechs Enkel und acht Urenkel.
Seit Mitte der neunziger Jahre werden ihre großen Erfolge auch auf CD veröffentlicht.